# Manfred Häder
Manfred Häder (* 1954 in Darmstadt) ist ein deutscher Blues-Musiker (Gitarre, Gesang). Er ist ein bekanntes Mitglied der deutschen Bluesszene. Neben dem klassischen Chicago Blues orientiert sich Häder auch an Soul und Funk.

## Leben
Im Jahr 1976 war Häder Gründer und Namensgeber der erfolgreichen Frankfurt City Blues Band und blieb mehrere Jahre ihr Mitglied. Seit Mitte der 1980er Jahre spielt er vorwiegend in eigenen Formationen mit unterschiedlicher Besetzung (Andex B, Die Exbluesion, Matchbox Bluesband, Bluesconnection Frankfurt). Seine Fähigkeiten als Solist wie als Begleiter stellte er im Zusammenspiel mit den Blues-Größen Alexis Korner, Louisiana Red, Katie Webster, Phillip Walker, Charlie Musselwhite, Alan Skidmore, Eddie Vaan Shaw und Inga Rumpf unter Beweis.
Das 2006 von Manfred Häder & Bänd veröffentlichte Album Exbluesiv mit eigenen Songs in deutscher Sprache wurde mit dem Preis der deutschen Schallplattenkritik ausgezeichnet. 2008 erschien das Nachfolgealbum Live nach eins, das – außer dem ersten Studiotitel – am 8. Februar 2008 bei einem Auftritt im Musikclub Sinkkasten in Frankfurt aufgenommen wurde. Unterstützt wurde die Band von Ali Neander, dem Gitarristen der Rodgau Monotones.
Manfred Häder wohnt in Frankfurt am Main.

## Diskographie
- 1979 – ...is in town (Frankfurt City Blues Band)
- 1980 – Second Step (Frankfurt City Blues Band)
- 1981 – Live (Frankfurt City Blues Band)
- 1997 – Bluesconnection – Live 1984–1997 (Manfred Häder)
- 2000 – Rhythm'n'Hits (Cover to Cover)
- 2002 – Blues nach Vorschrift (Arnim Töpel & Manfred Häder)
- 2006 – Exbluesiv (Manfred Häder & Bänd)
- 2008 – Live nach Eins (Manfred Häder & Bänd mit Ali Neander)

## Auszeichnungen
- 2006 Aufnahme in die Liederbestenliste des Vereins deutschsprachige Musik e.V.
- 2006 Preis der deutschen Schallplattenkritik in der Kategorie „Jazz & Blues“ für das Album Exbluesiv